# ألفريدو سامبايو
ألفريدو سامبايو (بالبرتغالية: Alfredo Sampaio‏) هو مدرب كرة قدم ولاعب كرة قدم برازيلي في مركز الدفاع، ولد في 23 مايو 1958 في ريو دي جانيرو في البرازيل. لعب مع نادي أمريكا ونادي ساو كريستوفاو ونادي فلومينينسي.